# 1875 en science
| Années de la science : 1872 - 1873 - 1874 - 1875 - 1876 - 1877 - 1878    |
| Décennies de la science : 1840 - 1850 - 1860 - 1870 - 1880 - 1890 - 1900 |

Cet article présente les faits marquants de l'année 1875 en science.

## Événements
- 23 mars : l'expédition du Challenger découvre Challenger Deep, le point le plus profond de la fosse des Mariannes[1].
- 23 - 24 mars : vol Paris - Arcachon du Zénith ballon à gaz fabriqué par Théodore Sivel. Le 15 avril Théodore Sivel, Joseph Croce-Spinelli, Albert Tissandier et Gaston Tissandier tentent un record d'altitude. Les trois hommes perdent connaissance à cause du manque d'oxygène, et le ballon s'écrase vers 16 h à Ciron, dans l'Indre. Seul Tissandier survit[2].
- 20 mai : signature de la Convention du Mètre à Paris[3].

- 27 août : le chimiste français Paul-Émile Lecoq de Boisbaudran découvre par spectroscopie les indices d'un nouvel élément chimique, le gallium[4]. C'est la découverte du premier des éléments prédits par Mendeleïev.

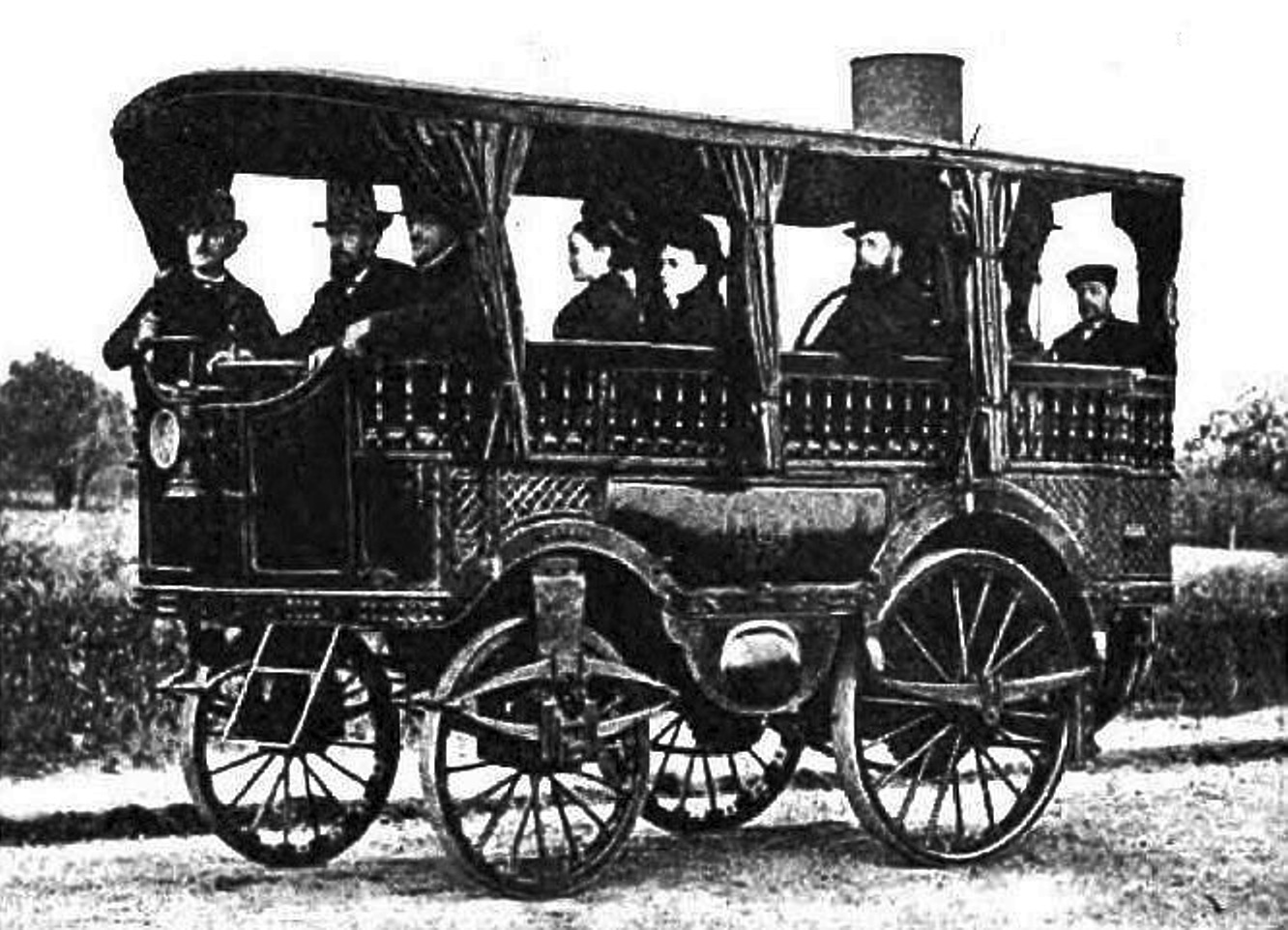
L'Obéissante photographiée en 1875.

- 9 octobre : L'Obéissante, voiture automobile à vapeur construite par Amédée Bollée, arrive du Mans à Paris après un voyage de 18 heures et… 75 contraventions pour excès de vitesse[5].

- Le biologiste allemand Ernst Felix Hoppe-Seyler, qui a consacré l’essentiel de ses travaux aux acides aminés, met au point une méthode de classification des protéines[6].
- Le chimiste allemand Emil Fischer découvre la phénylhydrazine[7].
- Le chimiste américain Willard Gibbs introduit la notion d'énergie libre[8].
- À l'Institut de physique de Strasbourg, les physiciens August Kundt et Emil Warburg démontrent que la vapeur de mercure est un gaz monoatomique[9].
- Première découverte d'Helicobacter pylori en Allemagne par Bottcher et Letulle[10].
- Karl Verner, linguiste danois, met au point une loi phonétique qui, depuis, porte son nom[11].

## Publications
- Francis Galton : The history of twins as a criterion of the relative powers of nature and nurture (« Histoire des jumeaux, pouvant servir de critérium à l'influence de la nature et de l'éducation »), article publié dans le Fraser's Magazine de Londres.
- Début de la publication de Deutsche Medizinische Wochenschrift, revue médicale allemande hebdomadaire.

## Prix
- Médailles de la Royal Society
  - Médaille Copley : August Wilhelm von Hofmann
  - Médaille royale : Thomas Oldham, William Crookes

- Médailles de la Geological Society of London
  - Médaille Murchison : William Jory Henwood
  - Médaille Wollaston : Laurent-Guillaume de Koninck

- Académie des sciences de Paris
  - Prix Poncelet : Gaston Darboux
  - Prix Jecker : Édouard Grimaux
  - Prix Montyon
    - statistique : A. Borius pour ses recherches sur le climat du Sénégal ;
    - physiologie expérimentale : E. Faivre pour ses travaux sur les fonctions du système nerveux chez les insectes ;
    - médecine et de chirurgie : Dr Onimus pour ses recherches sur l'application de l'électricité à la thérapeutique ;
    - arts insalubres : Auguste Denayrouze pour les améliorations apportées aux scaphandres.

## Naissances

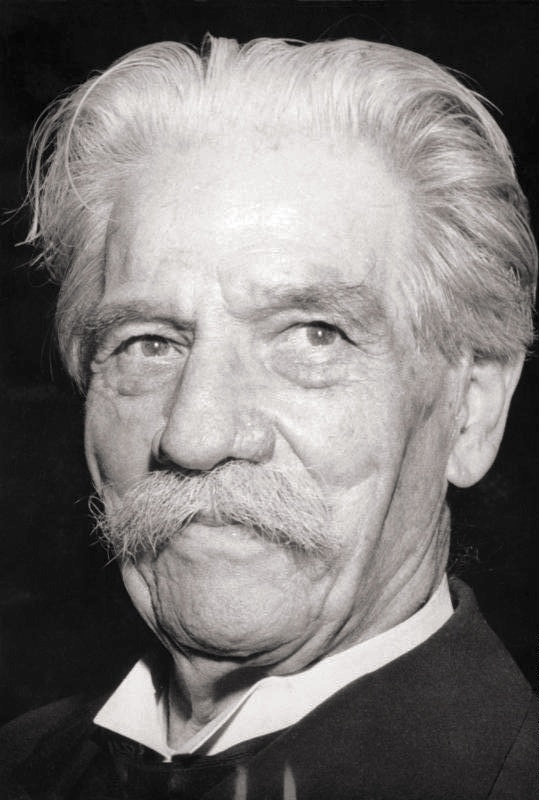
Albert Schweitzer

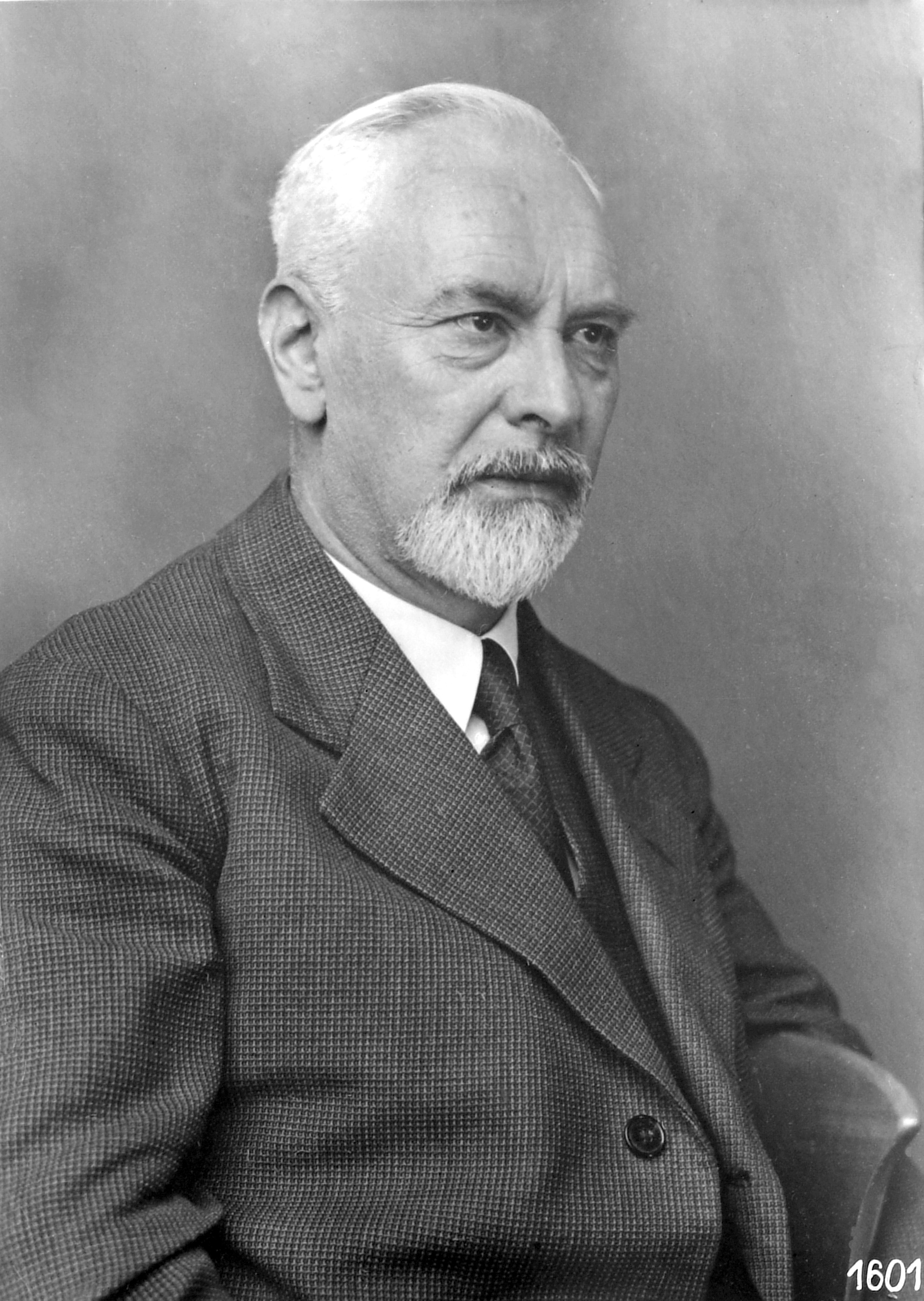
Ludwig Prandtl

- 14 janvier : Albert Schweitzer (mort en 1965), médecin et philosophe français.
- 16 janvier : Leonor Michaelis (mort en 1949), biochimiste et médecin allemand.
- 4 février : Ludwig Prandtl (mort en 1953), physicien allemand.
- 10 février : Edward Wilber Berry (mort en 1945), paléontologue et botaniste américain.
- 16 février : Yoshio Mikami (mort en 1950), mathématicien japonais et historien du wasan.
- 15 mars : Léon Gernez (mort en 1936), chirurgien français.
- 22 mars : Friedrich von Huene (mort en 1969), paléontologue allemand.
- 1er avril : Georges Hostelet (mort en 1960), sociologue, mathématicien et philosophe.
- 14 avril : Luigi Carnera (mort en 1962), astronome italien.
- 27 avril : Maurice de Broglie (mort en 1960), physicien français.
- 1er mai : Gavriil Tikhov (mort en 1960), astronome biélorusse.
- 20 juin : Othenio Abel (mort en 1946), paléontologue autrichien.
- 2 juillet : Fritz Ullmann (mort en 1939), chimiste allemand.
- 31 juillet : Kunio Yanagita (mort en 1962), ethnologue japonais.
- 4 septembre : Ernest Hébrard (mort en 1933), architecte et archéologue.
- 11 septembre : Edith Humphrey (morte en 1978), chimiste britannique.
- 17 septembre :
  - Charles Cobb (mort en 1949), mathématicien et économiste américain.
  - Henry Hurd Swinnerton (mort en 1966), géologue et paléontologue britannique.
- 15 octobre : André-Louis Cholesky (mort en 1918), officier, ingénieur topographe et géodésien français.
- 18 octobre  : Maurice Bourlon (mort en 1914), officier et préhistorien français.
- 23 octobre  : Gilbert N. Lewis (mort en 1946), chimiste américain ; il a isolé le deutérium.
- 3 novembre : Vladimir Roussanov (mort en 1913), géologue russe.
- 11 novembre : Vesto Slipher (mort en 1969), astronome américain.
- 19 novembre : Hiram Bingham (mort en 1956), explorateur et homme politique américain.
- 8 décembre : Wilfred Hudson Osgood (mort en 1947), zoologiste américain.
- 19 décembre : Mileva Einstein (morte en 1948), mathématicienne et physicienne d'origine serbe.

## Décès

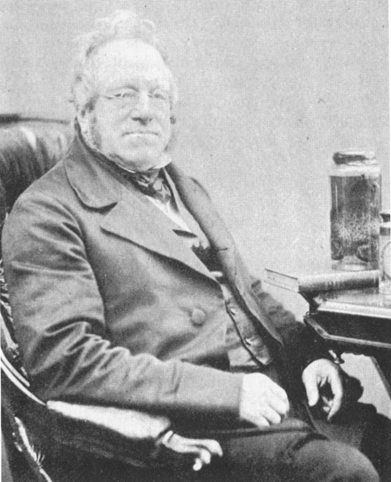
John Edward Gray

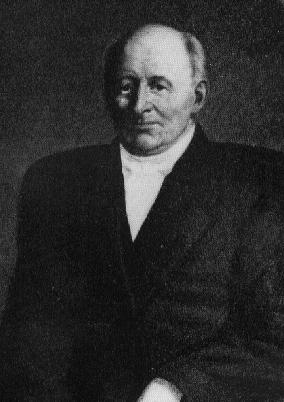
Heinrich Schwabe

- 9 janvier : Achile Deville (né en 1789), archéologue français.
- 15 janvier : Jean-Baptiste d'Omalius (né en 1783), géologue belge.
- 17 février : Friedrich Wilhelm Argelander (né en 1799), astronome prussien.
- 22 février : Charles Lyell (né en 1797), géologue britannique.
- 24 février : Marc Seguin (né en 1786), ingénieur et inventeur français.
- 5 mars : Claude-Louis Mathieu (né en 1783), astronome français.
- 7 mars : John Edward Gray (né en 1800), zoologiste britannique.
- 11 avril : Heinrich Schwabe (né en 1789), astronome allemand.
- 20 avril : Samuel Tickell (né en 1811), officier, artiste et ornithologue britannique.
- 1er juin : Jean Benoît Désiré Cochet (né en 1812), archéologue et préhistorien français.
- 9 juin : Gérard Paul Deshayes (né en 1795), géologue et conchyliologue français.
- 14 juin : Heinrich Louis d'Arrest (né en 1822), astronome prussien.
- 18 juin : Wilhelm Paul Corssen (né en 1820), philologue allemand spécialiste des langues latine et étrusque.
- 22 juin : William Edmond Logan (né en 1798), géologue canadien.
- 14 juillet : Guillaume-Henri Dufour (né en 1787), officier, ingénieur et topographe suisse.
- 20 août : Jean-Baptiste Paramelle (né en 1790), hydrogéologue français.
- 15 septembre : Guillaume Duchenne de Boulogne (né en 1806), médecin neurologue français.
- 2 octobre : Petrache Poenaru (né en 1799), pédagogue, ingénieur et mathématicien roumain. Il est l'inventeur du stylo-plume.
- 19 octobre : Charles Wheatstone (né en 1802), inventeur anglais.
- 29 octobre : John Gardner Wilkinson (né en 1797), égyptologue britannique.
- 15 novembre : Paul Havrez (né en 1838), chimiste belge.
- 27 novembre : Richard Christopher Carrington (né en 1826), astronome anglais.

- Joseph Hekekyan (né en 1807), égyptologue arménien.